# Lippia lasiocalyx
Lippia lasiocalyx là một loài thực vật có hoa trong họ Cỏ roi ngựa. Loài này được Herzog mô tả khoa học đầu tiên năm 1916.